# Taxillus sericus
Taxillus sericus là một loài thực vật có hoa trong họ Loranthaceae. Loài này được Danser miêu tả khoa học đầu tiên năm 1936.